# Isla Verde (Georgias del Sur)
La isla Verde (en inglés: Green Island) es una isla pequeña, ubicada cerca del extremo sur de Georgia del Sur, en el  océano Atlántico Sur, cerca del cabo Decepción. Se encuentra separada de la isla San Pedro (o Georgia del Sur) por un pequeño estrecho de un poco menos de un kilómetro de ancho en su parte más amplia. Fue vista y trazada por primera vez en 1775 por una expedición británica al mando de James Cook, que también descubrió el cabo cercano.
La isla es administrada por el Reino Unido como parte del territorio de ultramar de las Islas Georgias del Sur y Sandwich del Sur, pero también es reclamada por la República Argentina que la considera parte del departamento Islas del Atlántico Sur dentro de la provincia de Tierra del Fuego, Antártida e Islas del Atlántico Sur.